# Enrique Moreno y de los Arcos
Enrique Moreno y de los Arcos (Ciudad de México, 15 de noviembre de 1943 - 16 de noviembre de 2004). Fue un pedagogo, investigador y académico mexicano especializado en teoría pedagógica, didáctica, epistemología e historia de la educación. Obtuvo los siguientes títulos y grados: Licenciado en Pedagogía (1966), Maestro en Pedagogía (1969) y Doctor en Pedagogía (1996) por la Facultad de Filosofía y Letras de la Universidad Nacional Autónoma de México.

## Datos biográficos
Hijo de Roberto Moreno y García (1905-1973), normalista, economista e historiador de la educación, mexicano, amigo del pedagogo y escritor uruguayo Jesualdo Sosa y el poeta cubano Nicolás Guillén. Su madre, Adela de los Arcos, fue profesora de educación primaria, originaria de Galicia, España, exiliada por la guerra civil española. Fue hermano gemelo de Roberto Moreno y de los Arcos (1943 - 1996), historiador, escritor y profesor también de la Facultad de Filosofía y Letras de la UNAM.
Enrique Moreno estudió en la Escuela Normal de Maestros  y cursó la licenciatura, maestría y doctorado en Pedagogía en la Facultad de Filosofía y Letras de la Universidad Nacional Autónoma de México. Ejerció la docencia por más de 35 años. Fue catedrático de la UNAM, de la Universidad Iberoamericana Ciudad de México, Universidad Veracruzana y Universidad Autónoma de Nuevo León. Se integró al Sistema Nacional de Investigadores (SNI) en 1984. Fue secretario general de la Facultad de Filosofía y Letras, bajo la dirección de Ricardo Guerra Tejada, filósofo y diplomático mexicano. Fue coordinador del Colegio de Pedagogía entre 1972 y 1976 y director del Instituto de Investigaciones Pedagógicas de 1970 hasta 1979.
Creó y dirigió el proyecto editorial Biblioteca Pedagógica (UNAM), por el cual se publicaron textos clásicos en la casa editorial universitaria de México, entre los cuales, Sobre la educación de los niños, de Plutarco, y Escritos pedagógicos, de Francis Bacon, Tratado elemental de pedagogía, de Manuel Flores, y Tratado elemental de pedagogía, de Luis Ruiz.
En el año 2004, la Universidad Nacional Autónoma de México le otorgó el Premio Universidad Nacional en el área de Docencia en Humanidades. El jurado del premio sostuvo: "La carrera académica que iniciara Moreno y de los Arcos en 1967 en las aulas de la Facultad de Filosofía y Letras puede resumirse en tres palabras: rica, fecunda e intensa" 
En 2019 la Facultad de Filosofía y Letras (FFyL) de la UNAM y el Colegio de Pedagogos de México, instauraron el premio que lleva su nombre otorgado a los mejores trabajos de titulación (tesis, tesinas e informes) de la Licenciatura en Pedagogía (Escolarizado y SUAyED) de la Facultad de Filosofía y Letras de la UNAM.

## Obra Publicada

### Libros
- Hacia una teoría pedagógica, México, UNAM, 1999.
- Pedagogía y Ciencias de la educación, México, UNAM, 1990.
- Examen de una polémica “en relación al” examen, México, UNAM, 1996.
- Los paradigmas metodológicos de la investigación pedagógica, México, UNAM, 1990.
- Plan de estudios y “Curriculum'", México, UNAM, 1990.
- Principios de pedagogía asistemática. Ensayos, México, UNAM, 1993.
- Tradujo del inglés el libro La evaluación de programas educativos de W. Astin y R. Panos.

### Artículos
- Comparación entre las leyes fundamentales de educación de México, Alemania Occidental y Alemania Oriental, Pedagogía, Núm. 3, mar-abr, 1966.
- La educación del adolescente náhuatl (I), Pedagogía, Núm. 1, sep-oct, 1965.
- La educación del adolescente náhuatl (II), Pedagogía, Núm. 2, ene-feb 1966.
- El lenguaje de la pedagogía, Omnia, México, Vol. 2, núm. 5, 1986.
- La crisis de la pedagogía, Paedagogium, Núm. 11, 2002.
- Los orígenes de la pedagogía en México, Enseñanza más aprendizaje. Revista de la Escuela normal Superior de Nuevo León, México, No. 5, Sep. 1982.

## Reconocimientos
- Nombrado Visitante Distinguido por el H. Ayuntamiento de Veracruz (1988)
- Presea Tlacaélel por la Fundación Tlacaélel del Estado de Morelos (2001)
- Recibió el Premio Universidad Nacional (UNAM) (2004, año de su fallecimiento prematuro)